# Il ribelle dell'Anatolia
Il ribelle dell'Anatolia (America, America) è un film del 1963 diretto da Elia Kazan. In Italia il film è stato anche riproposto con il titolo statunitense America, America.
Nel 2001 il film è stato scelto per la conservazione nel National Film Registry della Biblioteca del Congresso degli Stati Uniti.

## Trama
Anatolia (Turchia) 1896: le minoranze greche e armene sono oppresse e represse. In contrasto con la famiglia e le autorità turche, il giovane greco Stavros sogna l'America. Dopo varie peripezie politiche e sentimentali a Costantinopoli dov'era stato inviato dal padre, riesce a imbarcarsi e a mettere piede a New York.

## Riconoscimenti
- 1964 – Premio Oscar
  - Migliore scenografia a Gene Callahan
  - Candidatura al miglior film a Elia Kazan
  - Candidatura alla migliore regia a Elia Kazan
  - Candidatura alla migliore sceneggiatura originale a Elia Kazan
- 1964 – Golden Globe
  - Migliore regia a Elia Kazan
  - Miglior attore debuttante a Stathis Giallelis
  - Candidatura al miglior film drammatico
  - Candidatura al miglior film promotore di amicizia internazionale
  - Candidatura al miglior attore in un film drammatico a Stathis Giallelis
  - Candidatura al miglior attore non protagonista a Paul Mann
  - Candidatura al miglior attore non protagonista a Gregory Rozakis
  - Candidatura alla miglior attrice non protagonista a Linda Marsch
- 1964 – Festival Internazionale del Cinema di San Sebastián
  - Concha de Oro